# Esmoltificación
La esmoltificación (también llamada esguinado) es el proceso de transformación que permite a un pez pasar de vivir del agua dulce al mar. Se da en los alevines de salmón y trucha común.
En dicho proceso tiene un gran papel la glándula tiroidea.
La esmoltificación constituye una real metamorfosis que involucra la osmorregulación, conducta, metabolismo y morfología del pez, permitiéndole con ello llevar a cabo el paso del agua dulce a salada, siendo indispensable para su supervivencia y crecimiento en el mar.